# Templo dos Cinco Dragões
Templo dos Cinco Dragões (chinês tradicional: 五龍庙, chinês simplificado: 五龙庙, pinyin:  Wǔ Lóng Mìao), também conhecido por Templo do Rei Guangren (广仁王庙, pinyin: Guǎng rénwáng miào) é um templo taoísta localizado em Ruicheng, província de Shanxi, China.
O complexo contém o segundo edifício de madeira mais antigo da China, o Salão Principal. Foi construído em 833 e remonta da Dinastia Tang. Possui cinco compartimentos e um telhado de das águas.